# .mil
.mil（military）是美国国防部及其附属组织使用的通用顶级域。它于1985年建立，是最早的顶级域之一。
美国是唯一拥有该顶级域供其国家军事机构使用。其他国家一般使用二级域来达此目的，如英国国防部使用.mod.uk。
雖然美国军方拥有自己的顶级域，它仍然在一些招募站点使用.com域，如goarmy.com。除此之外，军方还使用.edu域来给其服务院校使用，如西点军校、美国海岸警卫学院、美国海军学院以及美国空军学院使用.edu或.mil域都可以访问。